# Oscar Schmidt
Oscar Daniel Bezerra Schmidt (ur. 16 lutego 1958 w Rio Grande do Norte w Brazylii) – brazylijski koszykarz. Został wybrany w drafcie w 1984 przez New Jersey Nets, ale nigdy nie wystąpił w NBA. Zakończył karierę w maju 2003. Nieoficjalnie uznawany jest za najlepszego strzelca w historii koszykówki z prawie 50 000 punktów na koncie (49 973), zdobytymi w trakcie całej swojej kariery sportowej (włączając występy w kadrze).
Wystąpił w 326 spotkaniach kadry Brazylii, notując 7 693 punktów, w latach 1977–1996.
Jest jedynym zawodnikiem w historii, który zdobył łącznie podczas wszystkich występów na igrzyskach  olimpijskich ponad 1000 punktów (1 093), zapewniając sobie miejsce lidera w tej kategorii. Należy do niego również rekord wszech czasów mistrzostw świata, w zdobytych punktach (843 punkty – 25,5).
Podczas igrzysk olimpijskich w Seulu, w spotkaniu z reprezentacją Hiszpanii, zanotował 55 punktów. Wynik ten jest nadal aktualnym rekordem indywidualnym, uzyskanym w pojedynczym spotkaniu. W trakcie całego turnieju olimpijskiego uzyskał rekordową średnią 42,3 punktu. Ustanowił też rekord mistrzostw świata, notując 52 punkty w trakcie konfrontacji z Australią w 1990.
Podczas spotkania z reprezentacją USA, na igrzyskach panamerykańskich w 1987 roku zanotował 46 punktów. W amerykańskiej kadrze występowali wtedy m.in. David Robinson, Mitch Richmond, Danny Manning, czy Dan Majerle, czyli późniejsi uczestnicy spotkań gwiazd NBA.
Karierę sportową zakończył w 2003, w wieku 45 lat.

## Osiągnięcia

### Drużynowe
- Mistrz:
  - Brazylii (1977, 1979, 1996)[1]
  - Klubowy Ameryki Południowej (1979)
  - World Club Championships (1979)
  - São Paulo (1974, 1979, 1980, 1998)
  - Rio de Janeiro(1999, 2002)
- Zdobywca Pucharu Włoch (1988)[1]
- Awans do najwyższej klasy rozgrywkowej we Włoszech Serie A1 (1983, 1991)

### Indywidualne
- MVP meczu gwiazd ligi włoskiej (1987)
- Lider strzelców ligi:
  - hiszpańskiej (1994)
  - włoskiej (1984–1987, 1989, 1990, 1992)
  - brazylijskiej  (1979, 1980, 1996–2003)
- Uczestnik FIBA All-Star Game (1991)
- Zwycięzca konkursu rzutów za 3 punkty ligi:
  - hiszpańskiej (1994)
  - włoskiej (1988–1990, 1994)
- Kluby Caserta (#18 –1990), Pavia (#11 – 1993) oraz Flamengo (#14 – 2003) zastrzegły numery z którymi występował[1]
- Zaliczony do:
  - Koszykarskiej Galerii Sław: 
    - FIBA (2010)[1]
    - im. Jamesa Naismitha (2013)[2]

  - grona 50. najlepszych zawodników w historii FIBA (1991)

### Reprezentacja
Drużynowe
- Mistrz:
  - Ameryki Południowej (1977, 1983, 1985)[1]
  - igrzysk panamerykańskich (1987)[1]
  - Interkontynentalnego Pucharu R. Williama Jonesa (1979)[1]
- dwukrotny wicemistrz Ameryki Południowej (1979, 1981)[2]
- Brązowy medalista:
  - mistrzostw:
    - świata (1978)[1]
    - Ameryki (1989)

  - igrzysk panamerykańskich (1979)

Indywidualne
- Lider:
  - strzelców:
    - igrzysk olimpijskich (1988 – 41,9, 1992 – 24,8, 1996 – 27,4)[1]
    - mistrzostw świata (1990)[1]

  - igrzysk olimpijskich w skuteczności rzutów wolnych (1988 – 91,8%, 1996 – 95,3%)[3][4]
- Zaliczony do I składu mistrzostw świata (1978, 1986, 1990)